# La Playa, Amatenango de la Frontera
La Playa är en ort i Mexiko.   Den ligger i kommunen Amatenango de la Frontera och delstaten Chiapas, i den sydöstra delen av landet, 900 km sydost om huvudstaden Mexico City. La Playa ligger 696 meter över havet och antalet invånare är 102.
Terrängen runt La Playa är kuperad österut, men västerut är den bergig. La Playa ligger nere i en dal. Runt La Playa är det ganska tätbefolkat, med 80 invånare per kvadratkilometer. Närmaste större samhälle är Frontera Comalapa, 9,1 km norr om La Playa. I omgivningarna runt La Playa växer huvudsakligen savannskog.